# Saison 8 des Experts : Manhattan
Chronologie
Saison 7 des Experts : Manhattan Saison 9 des Experts : Manhattan
Cet article présente le guide des épisodes de la saison 8 de la série télévisée Les Experts : Manhattan (CSI: NY).

## Distribution de la saison

### Acteurs principaux
- Gary Sinise (V.F.: Bernard Gabay) : Det. Mac Taylor
- Sela Ward (V.F.: Caroline Jacquin) : Josephine "Jo" Danville
- Carmine Giovinazzo (V.F.: Sébastien Desjours) : Danny Messer
- Hill Harper (V.F.: Daniel Lobé) : Dr Sheldon Hawkes
- Eddie Cahill (V.F.: Thomas Roditi) : Det. Donald "Don" Flack Junior
- Anna Belknap (V.F.: Barbara Kelsch) : Lindsay Monroe
- A.J. Buckley (V.F.: Gwendal Anglade) : Adam Ross
- Robert Joy (V.F.: Max André) : Dr Sid Hammerback

### Acteurs récurrents
- Megan Dodds : Christine Whitney
- Jaime Ray Newman : Claire Taylor (épisode 1 et 18)
- Robert Forster : Joe Vincent (épisode 1)
- Cassidy Freeman : Devon Hargrove (épisode 1)
- Valorie Curry : Hannah McCray (épisode 1)
- Alyson Michalka : Miranda Beck (épisode 2)
- Tim Guinee : Nathan Purdue (épisode 3)
- Robbie Amell : Riley Frazier (épisode 5)
- Beau Garrett : Ali Rand (épisode 7, 8 et 9)
- Laura Breckenridge : Lisa Richards (épisode 10)
- David Gallagher : Marty Bosch (épisode 10)
- Tito Ortiz : Derek Petrov (épisode 10)
- Lee Majors : Paul Burton (épisode 14)
- Sherri Saum : Elaine Moore (épisode 17)
- Toni Trucks : Alicia Woods (épisode 17)
- Lee Thompson Young : Kelvin Moore (épisode 17)

## Épisodes

### Épisode 163:Travail de mémoire
- États-Unis /  Canada : 23 septembre 2011[1] sur CBS / CTV[2]
- Belgique : 3 janvier 2012 sur RTL-TVI[3]
- France : 3 janvier 2012 sur TF1[4]
- Québec : 3 septembre 2012 sur V[5]
- Suisse : sur RTS Un

- États-Unis : 10,68 millions de téléspectateurs[6] (première diffusion)
- Canada : 1,706 million de téléspectateurs[7] (première diffusion)
- France : 7,7 millions de téléspectateurs

- Jaime Ray Newman (Claire Taylor)
- Robert Forster (Joe Vincent)
- Cassidy Freeman (Devon Hargrove)
- Josh Wingate (Kyle Lannigan)
- Brandon Fobbs (Mike White)
- Bug Hall (Mike Black)
- Edward Finlay (Sean Peterson)
- Valorie Curry (Hannah McCray)
- Noshir Dalal (Officier)
- Haley Strode (Femme blessée)

La cérémonie des 10 ans du 11-Septembre est un moment déchirant pour Mac qui se remémore le déroulement de sa matinée ce jour-là, et la disparition non-élucidée de son épouse Claire lors des attentats, supposée décédée depuis, faute de comparaison d'ADN possible. Mac a quitté momentanément l'équipe pour faire des recherches scientifiques, afin d'aider des familles à en savoir plus sur des disparus lors des attentats. Les membres de l'équipe se souviennent eux aussi à diverses occasions d'où ils étaient alors, et ce qu'ils ont fait… Pendant ce temps, l'enquête sur un vol suivi d'un homicide à la sortie d'un bar va s'avérer plus compliquée que ce qu'il semblait de prime abord...
- Thème : Attentats du 11 septembre 2001, leur souvenir et leur commémoration
- C'est un des rares épisodes de séries TV très regardées ces dernières années qui soit aussi centré sur les attentats en eux-mêmes, bien que d'autres séries les aient évoqués auparavant, souvent beaucoup plus en détail (pour ne citer qu'elles, New York 911 (Third Watch), particulièrement l'épisode dédié aux attentats, et Rescue Me : Les Héros du 11 septembre).
- Dans le dernier épisode de la saison 1 (S01xE23 : Expert et témoin), Mac se recueille devant le site de Ground Zero alors fermé. De même, dans l'épisode (S03xE08 : Trois kilos de moins) lorsque Stella se sent suivie et finit avec Mac par interpeller son suiveur (Reed Garrett), Mac révèle à celui-ci, qui prenait Stella pour Claire, que cette dernière les "a quittés le 11 septembre 2001". Ils se reverront régulièrement à partir de cet épisode.
- La date de diffusion de l'épisode aux États-Unis (23 septembre 2011) est par ailleurs très rapprochée de la commémoration des dix ans du 11 septembre 2001.

### Épisode 164:La Couleur de l'argent
- États-Unis /  Canada : 30 septembre 2011
- Belgique : 3 janvier 2012 sur RTL-TVI
- France : 10 janvier 2012 sur TF1
- Québec : 10 septembre 2012 sur V[8]

- États-Unis : 10,07 millions de téléspectateurs[9] (première diffusion)
- Canada : 1,389 million de téléspectateurs[10] (première diffusion)
- France : 7 millions de téléspectateurs

- Alyson Michalka (Miranda Beck)
- Sean Davis (Michael Schaefer)
- Sean Marquette (Josh Herman)
- Jake Busey (Randy Davis)
- Preston Jones (Chad Hendricks)
- Shakti Dam (Alex Kirkland)

### Épisode 165:Business familial
- États-Unis /  Canada : 7 octobre 2011
- Belgique : 10 janvier 2012 sur RTL-TVI
- France : 17 janvier 2012 sur TF1
- Québec : 17 septembre 2012 sur V

- États-Unis : 9,87 millions de téléspectateurs[11] (première diffusion)
- Canada : 1,558 million de téléspectateurs[12] (première diffusion)
- France : 6,86 millions de téléspectateurs

- Jeananne Goossen (Officier Lauren Cooper)
- Tim Guinee (Nathan Purdue / Dominik Janos)
- Elizabeth Lauren Hoffman (Michelle Moore)
- Courtney Ford (Nicole Moore)
- Michelle Page (Audrey Noonan)
- Jonathan Schmock (Arthur Noonan)
- Michael Cotter (Harry Rose)
- Laura Ornelas (Jamie Fisher)

### Épisode 166:Suspect Messer
- États-Unis /  Canada : 14 octobre 2011
- Belgique : 10 janvier 2012 sur RTL-TVI
- France : 24 janvier 2012 sur TF1
- Québec : 24 septembre 2012 sur V

- États-Unis : 10,13 millions de téléspectateurs[13] (première diffusion)
- Canada : 1,632 million de téléspectateurs[14] (première diffusion)
- France : 6,47 millions de téléspectateurs

- Jeananne Goossen (Officer Lauren Cooper)
- Dean Norris (Lieutenant Mitchell Adler des Affaires Internes)
- Michael Alperin (Pete Miller)
- Jeff Leaf (Travis Moss)
- Joey McIntyre (Ray James)
- Joshua Bitton (Officier Terrence Foley)
- Manny Montana (Officier Glenn Cates)
- David Ury (Tommy "The Geek" Hurtz)
- Dominic Flores (Leo Banks)

### Épisode 167:Fratries
- États-Unis /  Canada : 21 octobre 2011
- Belgique : 17 janvier 2012 sur RTL-TVI
- France : 24 janvier 2012 sur TF1
- Québec : 1er octobre 2012 sur V

- États-Unis : 10,73 millions de téléspectateurs[15] (première diffusion)
- Canada : 1,725 million de téléspectateurs[16] (première diffusion)
- France : 5,95 millions de téléspectateurs

- Robbie Amell (Riley Frazier)
- Justin Bruening (Hank Frazier)
- Christie Ann Burson (Angela Kelly)
- Scott Lowell (Coach Dwight Gavin)
- Jarold Einsohn (Nick Blount)
- Bonnie Burroughs (en) (Linda Frazier)
- Kathleen Munroe (Samantha Flack)
- Matt Medrano (Garde)

### Épisode 168:De tombe en tombe
- États-Unis /  Canada : 4 novembre 2011
- Belgique : 17 janvier 2012 sur RTL-TVI
- France : 31 janvier 2012
- Québec : 8 octobre 2012 sur V

- États-Unis : 9,83 millions de téléspectateurs[17] (première diffusion)
- Canada : 1,284 million de téléspectateurs[18] (première diffusion)
- France : 6,8 millions de téléspectateurs

- David Burke (Stanley Fisher)
- Torrey Vogel (Paul Warren)
- Parker Young (Thad Wolff)
- Nathan Frizzell (Curtis Almquist)
- Miles Wood (Anthony Dicorda)
- Mariah Buzolin (Ally)
- Justin Castor (Brian)
- Michael Nardelli (Matthew Kane)
- Jeff Dashnaw ("Groundskeeper")
- Joshua Hoover (homme en robe)

### Épisode 169:Cruelles chutes
- États-Unis /  Canada : 11 novembre 2011
- Belgique : 31 janvier 2012 sur RTL TVI
- France : 31 janvier 2012
- Québec : 15 octobre 2012 sur V

- États-Unis : 10,14 millions de téléspectateurs[19] (première diffusion)
- France : 5,1 millions de téléspectateurs

- Jason Wiles (John Curtis)
- Shanley Caswell (Rachel Weber)
- Valentina De Angelis (Libby Drake)
- Blaise Embry (Jake Bennett)
- Olivia Crocicchia (Kate Weber)
- Beau Garrett (Ali Rand)
- Juliet Brett (Erin Watson)
- Dominic Colon (Mickey Nash)

### Épisode 170:De vieilles connaissances
- États-Unis /  Canada : 18 novembre 2011
- Belgique : 4 février 2012 sur RTL TVI
- France : 7 février 2012
- Québec : 22 octobre 2012 sur V

- États-Unis : 9,97 millions de téléspectateurs[20] (première diffusion)
- Canada : 1,319 million de téléspectateurs[21] (première diffusion)
- France : 6,9 millions de téléspectateurs

- Jason Wiles (John Curtis)
- Jeffrey Nordling (Senateur Kirk Matthews)
- Jenn Proske (Serena Matthews)
- William C. Mitchell (Juge Philip Winford)
- Tony Oller (Nicholas Albertson)
- Beau Garrett (Ali Rand)
- James Preston (Tommy Hill)
- Brad Blaisdell (Juge Vincent Corsica)
- Casey Sander (James Nelson)
- Ivo Nandi (Pavel Danshov)
- Nayo K. Wallace (Nora Boothe)
- Megan James (Fille)
- Schoen Hodges (Garçon)
- Alexa Fischer (Journaliste #1)
- Alan Pietruszewski (Journaliste #2)

### Épisode 171:... les grands remèdes
- États-Unis /  Canada : 2 décembre 2011
- Belgique : 4 février 2012 sur RTL TVI
- France : 7 février 2012
- Québec : 22 octobre 2012 sur V[22]

- États-Unis : 9,76 millions de téléspectateurs[23] (première diffusion)
- Canada : 1,646 million de téléspectateurs[24] (première diffusion)
- France : 6,26 millions de téléspectateurs

- Jason Wiles (John Curtis)
- Jeffrey Nordling (Senateur Kirk Matthews)
- Jenn Proske (Serena Matthews)
- Michael Weston (Frank Waters)
- Erica Piccininni (Amanda Tanner)
- Beau Garrett (Ali Rand)

### Épisode 172:Quitter la cage
- États-Unis /  Canada : 6 janvier 2012
- Belgique : 24 juin 2012 sur RTL TVI
- France : 25 juin 2012 sur TF1
- Québec : 29 octobre 2012 sur V

- États-Unis : 10,56 millions de téléspectateurs[25] (première diffusion)
- Canada : 1,191 million de téléspectateurs[26] (première diffusion)
- France : 5,07 millions de téléspectateurs

- Vinessa Shaw (Jennifer Walsh)
- Alex Nesic (Ryan Richards)
- Laura Breckenridge (Lisa Richards)
- Jesse Chevy (Charlie Hunt)
- David Gallagher (Marty Bosch)
- Tito Ortiz (Derek Petrov)
- Travis Schuldt (Aaron Collins)

### Épisode 173:La guerre des nerfs
- États-Unis /  Canada : 13 janvier 2012
- Belgique: 24 juin 2012 sur RTL-TVI
- France : 25 juin 2012 sur TF1
- Québec : 5 novembre 2012 sur V

- États-Unis : 10,60 millions de téléspectateurs[27] (première diffusion)
- Canada : 1,386 million de téléspectateurs[28] (première diffusion)
- France : 5,31 millions de téléspectateurs

- Sandra Hess (Elizabeth Ferguson)
- Vincent Ventresca (Ron Ferguson)
- Heather Sossaman (Megan Ferguson)
- John Ierardi (Mark Johnston)
- Robb Derringer (Phillip Roth)
- Kate Lang Johnson (Eva Hutton)

### Épisode 174:Jeu de pistes à Manhattan
- États-Unis /  Canada : 3 février 2012
- Belgique : 25 juin 2012 sur RTL TVI
- France : 2 juillet 2012 sur TF1
- Québec : 12 novembre 2012 sur V

- États-Unis : 10,25 millions de téléspectateurs[29] (première diffusion)
- Canada : 1,405 million de téléspectateurs[30] (première diffusion)
- France : 5,56 millions de téléspectateurs

- Megan Dodds (Christine Whitney)
- Ben Bledsoe (Preston Seville Jr. / Boris Badenov)
- Jerry Kernion (Lonnie Tucci)
- Jamie Hill (Michelle Lewis / Natacha Fatale)
- Richard Portnow (Preston Seville, Sr.)
- Gene Farber (Jake Williams)
- Matt McKane (George Williams)
- Patrick St. Esprit (Gerald Branson)
- James Logan (Homme maigre)
- Frankie Shaw (Kelly Rose)
- James Ellis Lane (Ray Nelson)
- Jaret Sacrey (Stan Whitney)

### Épisode 175:L'effet ricochet
- États-Unis /  Canada : 10 février 2012
- Belgique : 2 juillet 2012 sur RTL TVI
- France : 9 juillet 2012 sur TF1
- Québec : 19 novembre 2012 sur V[31]

- États-Unis : 10,44 millions de téléspectateurs[32] (première diffusion)
- Canada : 1,419 million de téléspectateurs[33] (première diffusion)
- France : 4,89 millions de téléspectateurs

- Megan Dodds (Christine Whitney)
- Alex Weed (Scott Perfito)
- Tim Barraco (Greg Barbera)
- Connor Barrett (Toby Delafont)
- Bill Zasadil (Nicholas Bristow)
- Dale Gibson (Jimmy Philbrook)

### Épisode 176:Rouge tempête
- États-Unis /  Canada : 30 mars 2012 sur CBS / CTV Two
- France : 16 juillet 2012 sur TF1
- Belgique :
- Québec : 11 février 2013 sur V[34]

- États-Unis : 9,45 millions de téléspectateurs[35] (première diffusion)
- France : 4,84 millions de téléspectateurs

- Megan Dodds (Christine Whitney)
- Lee Majors (Détective Paul Burton)
- Cory Blair (Détective Paul Burton jeune)
- Aaron Hill (Harlan Porter)
- Natalie Floyd (Jessica Drake)
- Kathryn Collins (Lana Gregory)
- Spencer Grammer (Kim Barnett)
- Reece Rios (Journaliste #1)
- Kate Gilligan (Journaliste #2)
- Stephen Chang (Jody)
- Mason McCulley (Richard)
- Lauren De Long (Brenda)
- David Welborn (Coroner)
- John Ruby (Détective Mills)

### Épisode 177:Derrière l'écran
- États-Unis : 6 avril 2012
- France : 23 juillet 2012 sur TF1
- Québec : 18 février 2013 sur V

- États-Unis : 9,07 millions de téléspectateurs[36] (première diffusion)
- France : 4,69 millions de téléspectateurs

- Christopher Carley (Mitch Johnson)
- Matt L. Jones (Steve Blanton)
- Dov Tiefenbach (Walter Danzig)
- Becky O'Donohue (Vera Channing)
- Blake Gibbons (Darren Gorland)
- Sarah Adina (Gears Girl)
- Elisha Yaffe (Master Chief Spartan John-117)
- Aimee Parker (Femme déguisé)
- Creagen Dow (Soldat Gear Costumé)
- Jesiree Dizon (fille de cabine)

### Épisode 178:Aux quatre coins de l'enfer
- États-Unis : 27 avril 2012
- France : 13 août 2012 sur TF1
- Québec : 25 février 2013 sur V

- États-Unis : 9,13 millions de téléspectateurs[37] (première diffusion)
- France : 4,23 millions de téléspectateurs

- Megan Dodds (Christine Whitney)
- James Shanklin (Michael Byrne)
- Molly Burnett (Molly Byrne)
- Marc Worden (Declan Callahan)
- Billy Lush (Kieran Reilly)
- Mickey Cassidy (Sean Murphy)
- Christopher Gartin (Dan Coleman)
- Ryan Happy (Chauffeur du camion de livraison)
- Jayk Gallagher (Passager du camion de livraison)
- Ariel Teal Toombs (Femme d'affaires)
- Kevin Vyce (Piéton)

### Épisode 179:Cadeau empoisonné
- États-Unis : 4 mai 2012
- France : 20 août 2012 sur TF1
- Québec : 4 mars 2013 sur V

- États-Unis : 9,06 millions de téléspectateurs[38] (première diffusion)
- France : 5,04 millions de téléspectateurs

- Megan Dodds (Christine Whitney)
- Sherri Saum (Elaine Moore)
- Toni Trucks (Alicia Woods)
- Lee Thompson Young (Kelvin Moore)
- Charles Malik Whitfield (Clyde Duvall)
- Ray Auxais (Liebert Webster)
- Terrence Julien (Maximo Webster)
- Mo McRae (Willis Frazier)
- Maestro Harrell (Morris Davis)
- D'Anthony Palms (Rydell Witherspoon)
- Ulysses Cuadra (Anthony James)
- Corinne Massiah (Michelle Woods)

### Épisode 180:Mort imminente
- États-Unis : 11 mai 2012[39]
- Belgique : 6 août 2012 sur RTL TVI
- Suisse : 12 août 2012 sur RTS Un
- France : 20 août 2012 sur TF1
- Québec : 11 mars 2013 sur V[40]

- États-Unis : 9,11 millions de téléspectateurs[41] (première diffusion)
- France : 4,8 millions de téléspectateurs

- Megan Dodds (Christine Whitney)
- Jaime Ray Newman (Claire Taylor)
- Francis Xavier McCarthy (Hank Shelton)
- Will Rothhaar (Luke Shelton)
- Brad Carter (Darius Cole)
- Kelly Shea (Infirmière)
- Brendan Ford (Médecin #1)
- Ray Bengston (Médecins #2)
- Patti Pelton (Infirmière du bloc opératoire)
- Tatum Shank (Pharmacien)
- Arthur Roberts (Felix Henderson)
- Julie Arebalo (Médecin urgentiste #1)
- Walker Haynes (Médecin urgentiste #2)
- Kirsty Lee Allan (Teena Milford)